# 반사 가군
환론에서 반사 가군(反射加群, 영어: reflexive module)은 스스로의 이중 쌍대 가군과 동형인 가군이다.

## 정의
환 {\displaystyle R} 위의 왼쪽 가군 {\displaystyle _{R}M}의 쌍대 가군 {\displaystyle M_{R}^{\vee }}은 다음과 같은 {\displaystyle R}-오른쪽 가군이다.
{\displaystyle R^{\vee }=\hom(_{R}M,_{R}R)}
{\displaystyle (fr)\colon (m\mapsto f(m)r)\qquad \forall f\in R^{\vee },\;r\in R,\;m\in M}
마찬가지로, {\displaystyle R}-오른쪽 가군의 쌍대 가군은 {\displaystyle R}-왼쪽 가군이다.
환 {\displaystyle R} 위의 왼쪽 가군 {\displaystyle _{R}M}이 주어졌을 때, 다음과 같은 표준적 {\displaystyle R}-왼쪽 가군 준동형이 존재한다.
{\displaystyle M\to M^{\vee \vee }}
{\displaystyle m\mapsto (f\mapsto f(m))\qquad \forall m\in M,\;f\in M^{\vee }}
만약 이 가군 준동형이 단사 함수(즉, 가군 범주의 단사 사상)라면 {\displaystyle M}은 준반사 가군(準反射加群, 영어: semireflexive module)이라고 하며, 전단사 함수(즉, 가군 범주의 동형 사상)이라면 {\displaystyle M}은 반사 가군이라고 한다.:413, 144 (일부 영문 문헌에서 준반사 가군은 영어: torsionless module로 알려져 있으나,:§4.64 이는 꼬임 없는 가군(영어: torsion-free module)과 다른 개념이다.)
보다 일반적으로, 환 {\displaystyle R}, {\displaystyle S}와 {\displaystyle R}-왼쪽 가군 {\displaystyle _{R}M} 및 {\displaystyle (R,S)}-쌍가군 {\displaystyle _{R}U_{S}}가 주어졌다고 하자. 그렇다면, {\displaystyle _{R}M}의 {\displaystyle U}-쌍대 가군(영어: {\displaystyle U}-dual module)은 다음과 같은 {\displaystyle S}-오른쪽 가군이다.
{\displaystyle R^{\vee }=\hom(_{R}M,_{R}U_{S})}
마찬가지로, {\displaystyle S}-오른쪽 가군의 쌍대 가군은 {\displaystyle R}-왼쪽 가군이다. 마찬가지로 표준적인 {\displaystyle R}-가군 준동형 {\displaystyle R\to R^{\vee \vee }}가 존재하며, 이 준동형이 단사 함수라면 {\displaystyle M}을 {\displaystyle U}-준반사 가군(영어: {\displaystyle U}-semireflexive module), 전단사 함수라면 {\displaystyle U}-반사 가군(영어: {\displaystyle U}-reflexive module)이라고 한다.

### 가군층
국소환 달린 공간 {\displaystyle (X,{\mathcal {O}}_{X})} 위의 {\displaystyle {\mathcal {O}}_{X}}-가군층 {\displaystyle {\mathcal {M}}}에 대하여, 다음을 정의하자.
{\displaystyle {\mathcal {M}}^{\vee }=\hom _{{\mathcal {O}}_{X}}({\mathcal {M}},{\mathcal {O}}_{X})}
그렇다면, 다음과 같은 표준적인 {\displaystyle {\mathcal {O}}_{X}}-가군층 사상을 정의할 수 있다.
{\displaystyle {\mathcal {M}}\to {\mathcal {M}}^{\vee \vee }}
{\displaystyle \left(s\in \Gamma (U;{\mathcal {M}})\right)\mapsto \left((f\in \Gamma \left(U;\hom _{{\mathcal {O}}_{X}}({\mathcal {O}}_{X},{\mathcal {M}})\right)\mapsto f(s)\right)\qquad \forall U\in \operatorname {Open} (X)}
이 가군층 사상이 단사 사상이라면, {\displaystyle {\mathcal {M}}}을 준반사층(영어: semireflexive sheaf of modules)이라고 하며, 동형 사상이라면 {\displaystyle {\mathcal {M}}}을 반사층(영어: reflexive sheaf of modules)이라고 한다.
정규 스킴 위의 인자층(영어: divisorial sheaf)은 계수 1의 반사층이다.

## 성질
모든 사영 가군은 준반사 가군이다.:144, Remark 4.65(b) 모든 왼쪽 아이디얼은 반사 왼쪽 가군이다.:144, Remark 4.65(b) 유한 생성 자유 가군은 반사 가군이다.
정역 위의 유한 생성 꼬임 없는 가군은 준반사 가군이다. 프뤼퍼 정역 위의 가군에 대하여, 모든 준반사 가군은 평탄 가군이다. 데데킨트 정역 위의 가군에 대하여, 꼬임 없는 가군인 것은 반사 가군인 것과 동치이다.

### 반사 껍질
환 {\displaystyle R} 위의 오른쪽 가군 {\displaystyle M_{R}}에 대하여, 그 쌍대 가군 {\displaystyle _{R}(M^{\vee })}은 준반사 왼쪽 가군이다.:145, Remark 4.65(f)
{\displaystyle (X,{\mathcal {O}}_{X})}가 국소 뇌터 정역 스킴이라고 하고, 그 위의 연접층 {\displaystyle {\mathcal {M}}}이 주어졌다고 하자. 그렇다면,
{\displaystyle {\mathcal {M}}^{\vee \vee }}
은 항상 반사 가군층이며, 이를 {\displaystyle {\mathcal {M}}}의 반사 껍질(영어: reflexive hull)이라고 한다. (물론, 반사 가군층은 스스로의 반사 껍질과 동형이다.)

## 예
체 위의 가군 (즉, 벡터 공간)은 항상 준반사 가군이며, 반사 가군일 필요충분조건은 유한 차원인 것이다.
{\displaystyle \mathbb {Z} } 위의 가군 {\displaystyle \mathbb {Q} }는 꼬임 없는 가군이지만, 준반사 가군이 아니다.:145, Remark 4.65(e)

## 역사
준반사 가군의 개념은 하이먼 배스가 도입하였다.:144, §4H:95, §4:22, §3